# Kościół św. Mikołaja w Grabinie
Kościół św. Mikołaja – rzymskokatolicki kościół parafialny położony przy ulicy Krótkiej 10 w Grabinie. Kościół należy do parafii św. Mikołaja w Grabinie w dekanacie Skoroszyce, diecezji opolskiej. Dnia 20 października 1966 roku, pod numerem 1069/66 świątynia została wpisana do rejestru zabytków województwa opolskiego.

## Historia kościoła
Kościół w Grabinie wybudowany został w 1692 roku, następnie rozbudowany w 1728 roku. Wyposażony został w dzwon, który odlany był w 1602 roku przez Piotra Herela z Nysy. Wewnątrz świątyni znajdują się:
- gotycka rzeźba Matki Boskiej z początku XV wieku,
- barokowa rzeźba Chrystusa z XVIII wieku,
- rzeźba św. Jana Nepomucena z 1729 roku[3].